# لوئیس هنریکه (بازیکن فوتبال، زاده ۲۰۰۱)
لوئیس هنریکه توماز دی لیما (انگلیسی: Luis Henrique Tomaz de Lima؛ زادهٔ ۱۴ دسامبر ۲۰۰۱) بازیکن فوتبال اهل برزیل است که برای باشگاه فوتبال اینتر میلان در پست وینگر بازی می‌کند.